# Micrapate bruchi
Micrapate bruchi is een keversoort uit de familie boorkevers (Bostrichidae). De wetenschappelijke naam van de soort is voor het eerst geldig gepubliceerd in 1931 door Lesne.